# Typhlodromips lambatinus
Typhlodromips lambatinus är en spindeldjursart som först beskrevs av Schicha och Corpuz-Raros 1992.  Typhlodromips lambatinus ingår i släktet Typhlodromips och familjen Phytoseiidae. Inga underarter finns listade i Catalogue of Life.